# 프레실리그라운드
프레실리그라운드(Freshlyground)는 남아프리카 공화국의 음악 그룹이다.